# Predicția activității vulcanice
Predicția activității vulcanice (prognoza erupției vulcanice) este o abordare științifică inter-disciplinară menită să previzioneze evenimente naturale cu potențial catastrofal. 
Pentru moment, nu există o modalitate sigură de a previziona erupția unui vulcan, dar progrese importante au fost realizate în ultimele decenii. 
Printre metodele avute în vedere pentru predicția unei erupții se numără: activitatea seismică, emisiile de gaze, deformarea solului, monitorizarea temperaturii, hidrologia și observațiile din satelit. 